# Макаров, Николай Михайлович (Герой Социалистического Труда)
Николай Михайлович Макаров (8 декабря 1917, Самара — 9 октября 1984, Верхнее Санчелеево, Куйбышевская область) — советский деятель сельского хозяйства, председатель колхоза, Герой Социалистического Труда.

## Биография
Родился 8 декабря 1917 года в Самаре. В 1933 году окончил семилетнюю школу в селе Узюково. Вскоре после этого вся семья переехала в город Горький, где Николай окончил годичную школу ФЗУ, где получил специальность электромонтера. Работал электриком в тресте «Водоканализация». В 1935 году семья вновь переезжает в Куйбышев, где Николай Макаров работал на заводе «Автотракторостроитель».
С 1938 по 1946 годы служил мичманом на Тихоокеанском флоте. В октябре 1944 года был принят в члены КПСС. Демобилизовавшись приехал в Верхнее Санчелеево, где жили его родители, работал рядовым колхозником в колхозе имени Молотова.
3 февраля 1948 года сельчане избирали молодого флотского парня председателем колхоза. Спустя три года Макаров был направлен в Куйбышев на учёбу в среднюю сельскохозяйственную школу по подготовке председателей колхозов. В 1953 году становится председателем колхоза «Путь к социализму».
В 1956 году в результате укрупнения хозяйств три колхоза — им. Молотова, «Искра Ленина» и им. Калинина — были объединены в колхоз «Правда», который и возглавил Николай Макаров. Он руководил колхозом 30 лет, за эти годы колхоз стал преуспевающим хозяйством, одним из лидеров в районе и области, с мощной материально-технической базой, развитой социальной сферой и крепкой экономикой.
Под руководством Николай Михайловича колхоз добился небывало высоких урожаев зерновых культур, до 40 центнеров с гектара. Для этого были налажены хорошие связи с Кинельским сельхозинститутом, внедрён новый сорт подсолнечника ВНИИМК-8883. Был построен животноводческий комплекс, с комнатами отдыха для доярок и скотников.
При Макарове в Верхнем Санчелеево появились типовая средняя школа, Дом культуры, восьмилетняя школа в с. Лопатино, а также детский сад, баня, учительский дом на 8 квартир, общежитие, магазин в центре села.
Н. М. Макаров был членом райкома КПСС, депутатом районного и Верхне-Санчелеевского сельского Советов депутатов трудящихся, часто выступал с лекциями и докладами.
Указом Президиума Верховного Совета СССР от 7 декабря 1973 года Н. М. Макарову присвоено звание Героя Социалистического Труда.
Умер 9 октября 1984, с. Верхнее Санчелеево.

## Память
В память о Николае Михайловиче в Верхнем Санчелеево в доме, где он жил на улице Ведяшева, повешена мемориальная доска, а улица Школьная была переименована улицу имени Н. М. Макарова.
В местном школьном музее находится бюст Николая Михайловича Макарова.

## Награды
- Герой Социалистического Труда (1973).
- Орден Ленина (1973).
- 4 ордена Трудового Красного Знамени -за получение высоких урожаев зерновых культур.

## Интересные факты
В период хрущёвских гонений на Церковь председатель колхоза Николай Макаров получил из Куйбышевского обкома партии распоряжение: «Церковь разобрать до основания. Кирпич передать сельсовету, плитку — Тольяттинскому горкому партии. Об исполнении доложить…». На что Макаров ответил: «Не я строил, не мне разрушать».
Таким образом был спасён этот православный храм — церковь в честь Казанской иконы Божией Матери в Верхнем Санчелеево.